# Christian Beez
Christian Beez (ur. 7 września 1942 roku) – niemiecki kierowca wyścigowy. Zwycięzca 24-godzinnego wyścigu Le Mans w 1975 roku w klasie GT Series.